# 230415 Matthiasjung
230415 Matthiasjung este un asteroid din centura principală de asteroizi.

## Descriere
230415 Matthiasjung este un asteroid din centura principală de asteroizi. A fost descoperit pe 20 iunie 2002 la Observatorul Palomar în cadrul programului NEAT. Asteroidul prezintă o orbită caracterizată de o semiaxă mare de 2,16 ua, o excentricitate de 0,17 și o înclinație de 5,8° în raport cu ecliptica.